# Menes
Menes (altgriechisch Μήνης), der als altägyptischer König (Pharao) um 3000 v. Chr. regiert haben soll, wird nach der späteren Überlieferung von der vermeintlichen Reichseinigung meist als Gründer der 1. Dynastie in der frühdynastischen Zeit genannt. Die Bewertung als „erster Reichseiniger“ ist unhistorisch, da sich bereits seine Vorgänger im Rahmen des Vereinigungsfestes als Herrscher von Ober- und Unterägypten verstanden. Möglicherweise ist er mit Narmer identisch.
Unter einigen Nachfolgern von Menes ist zudem eine wiederholte Reichseinigung belegt. Da erste stabile Verbindungen erst Ende der 2. Dynastie bezeugt sind, sieht die Ägyptologie in Menes nicht den endgültigen Reichseiniger. Beispielsweise verweisen die Ägyptologen Wolfgang Helck und Jochem Kahl im Zusammenhang der unter Menes erstmals eingeführten jährlichen Königsannalen auf die ihm mythologisch zugedachte Rolle als „ersten Reichseiniger“.

## Problematik
In spätägyptischen Quellen wird König Menes mehr als mythische Figur dargestellt denn als leibhaftiger, realer Herrscher. Der Name „Meni“ taucht erst rund zwölfhundert Jahre nach seiner vermuteten Regierungszeit auf, weshalb Ägyptologen vor dem Problem stehen, wie sie einen historischen Menes erforschen und erfassen können. Es stellt sich für die Ägyptologie daher die Frage, ob sich Menes mit irgendeinem der frühdynastischen Könige identifizieren lässt oder ob es sich nicht eher um eine fiktive Sagengestalt handelt. Auch die antiken Historien von Herodot und Manetho sind keine wirkliche Hilfe, da sie erst im fünften beziehungsweise dritten Jahrhundert v. Chr. verfasst wurden. Während Herodot nach eigenen Worten mehr nach Hörensagen berichtete, benutzte Manetho altägyptische Quellen.
In der Königsliste des Sethos I. in Abydos und im Turiner Königspapyrus erscheinen ganz am Anfang der königlichen Namensauflistungen die Kartuschennamen „Meni“, „Teti“, „Iteti“ (Djer) und „Itiu“ (Wadji). Dabei handelt es sich um die – wohl stark verzerrten – Geburtsnamen der ersten vier frühdynastischen Herrscher Ägyptens. Besonders die Zuordnung dieser ersten vier Namen zu den frühen, zeitgenössisch bezeugten Königen ist für die Ägyptologie sehr problematisch, da die Königsnamen zu Lebzeiten dieser Herrscher in deren Epoche eigentlich nur als Horusnamen überliefert wurden.
Ebenfalls problematisch ist für die Ägyptologie, dass Menes von den Ägyptern des Neuen Reichs und der Spätzeit als „der erste König“ schlechthin gefeiert wurde, obwohl Funde aus der Zeit um 3400 v. Chr. belegen, dass schon lange vor Menes beide Kronen Ägyptens in Gebrauch waren. Menes wird stets als Begründer der Epoche der frühdynastischen Zeit sowie des Alten Reiches überliefert und gilt neben Mentuhotep II. sowie Ahmose I. als zentrale „Gestalt der Tradition“.

## Belege

Menes (links) neben Mentuhotep II. und Ahmose I. im Ramesseum, Westwand, 19. Dynastie

Der erste Beleg für den Namen „Menes“ geht auf die Zeit von Königin Hatschepsut in der 18. Dynastie zurück. Ein Skarabäensiegel zeigt auf seiner geprägten Unterseite oben den Namen „Meni“ (Mnj) im Ring, darunter die Namen von Hatschepsut und Thutmosis III.
Sein Name erscheint in der Königsliste von Abydos aus der Zeit von Sethos I., wo er als erster Kartuschenname die Königsliste offiziell einleitet. Im Turiner Königspapyrus taucht „Meni“ gleich zweimal hintereinander auf: Einmal als vergöttlichter Ahnherr, danach als Name für einen verstorbenen Herrscher. In der Königsliste von Sakkara im Grab des Priesters Tjuloy erscheint Menes seltsamerweise nicht. Menes erscheint, neben anderen Pharaonen, sogar in demotischen, historischen Romanen der griechisch-römischen Zeit, was seinen Ruf bis in diese Zeit belegt.

## Historische Überlieferungen
Herodot und Manetho zufolge wurde unter Menes die Stadt Memphis (ägyptisch Men-nefer, „Stätte des Guten“; ursprünglicher Name Inebu-hedj, „Weiße Mauer“) gegründet, nachdem der Nil gespalten und eine künstliche Insel geschaffen worden war. Manetho fügt dem noch hinzu, Menes sei durch ein rossgestaltiges Flussungeheuer (Flusspferd) umgekommen. Er soll nach Manetho auch eine militärische Expedition ins Ausland geleitet und dort gesiegt haben.
Menes regierte nach Manetho 62 Jahre (so Africanus), 60 Jahre (Eusebius) oder 30 Jahre (armenische Version von Eusebius).

## Gleichsetzungen mit zeitgenössischen Herrschern
Ägyptologen und Historikern fällt es bis heute schwer, Menes mit einem der frühdynastischen Herrscher zu identifizieren. Der Grund hierfür ist die Tatsache, dass die ägyptischen Herrscher von der Prädynastik bis zur Mitte der 1. Dynastie auf Tonsiegeln, Elfenbeinplaketten, Steingefäßen und Reliefs stets nur mit ihrem Horusnamen genannt werden.
In den Königslisten erscheinen sie jedoch mit ihrem Geburtsnamen, der seit der 4. Dynastie in einer Kartusche geschrieben wird. Dieser Umstand lässt bei vielen Gelehrten die Frage aufkommen, woher denn z. B. ramessidische Schreiber bei der Verfassung ihrer Königslisten die Kartuschennamen für die ersten vier Herrscher bezogen, wo doch zu dieser Zeit in öffentlichen Dokumenten eben nur der Horusname inschriftlich erfasst wurde.
In der Vergangenheit wurde schon oft versucht, Menes mit frühdynastischen Herrschern zu identifizieren, besonders die Könige Narmer und Hor Aha rückten dabei in den Fokus der Forschung. Ägyptologen wie William Matthew Flinders Petrie, Walter Bryan Emery und Wolfgang Helck versuchten in Veröffentlichungen eine Gegenüberstellung der Thesen, die für oder gegen Narmer bzw. Aha als historische Vorbilder von Menes sprechen. Dabei konzentrierten sich die Forscher besonders auf die Hieroglyphe Mn, die unter beiden Herrschern gleichermaßen auf Tonsiegeln und Elfenbeintäfelchen erscheint. Schon seit längerer Zeit sehen die meisten Ägyptologen in der Hieroglyphe Mn einen Personennamen, weshalb es sich aufgrund der epigrafischen Position auf Siegeln und Plaketten höchstwahrscheinlich um einen Prinzennamen handelt.

### Gleichsetzung mit Narmer

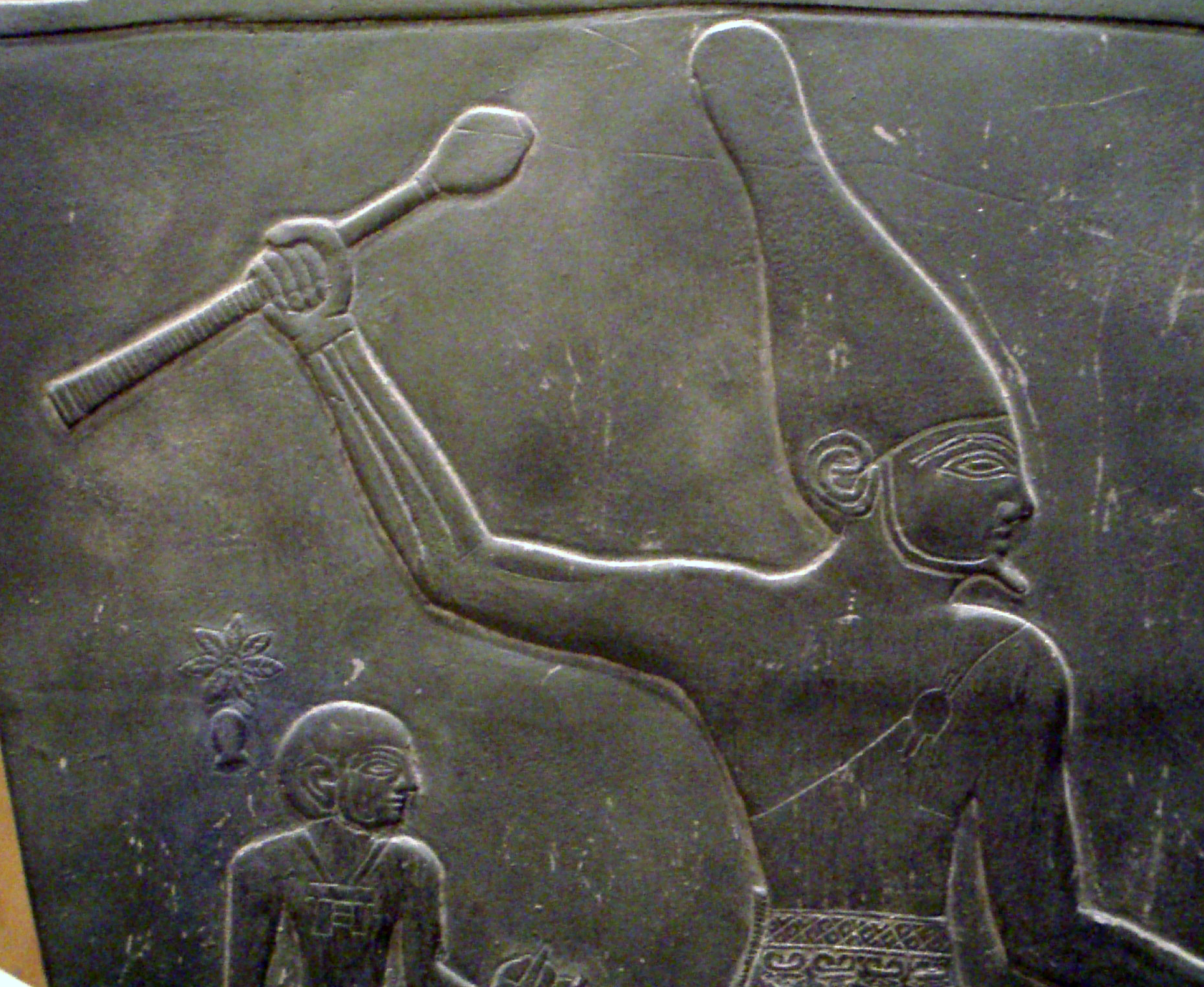
Porträt des Narmer

Narmer ist auf den Prunkpaletten mit der weißen Krone des Südens (Ta-seti) und der roten Krone des Nordens abgebildet. Zu seiner Zeit scheint Ägypten also bereits geeint gewesen zu sein. – Gegen dieses Argument spricht die Tatsache, dass Narmer lediglich eine Militäroffensive gegen Unterägypten erfolgreich abgeschlossen hatte, natürlich ließ er sich als Sieger mit den Königsinsignien seines geschlagenen Gegners darstellen. Das bedeutet aber nicht, dass er bereits gemeinhin akzeptierter Alleinherrscher Ägyptens gewesen sein muss.
Auf einem Zepterknauf aus Hierakonpolis ist Narmer bei der Begehung des Sed-Festes dargestellt. Vor ihm ist der göttliche Reput-Schrein aufgebaut. Manche Ägyptologen wie Percy E. Newberry sehen im „Reput-Kultbild“ die Darstellung einer Göttin oder der Prinzessin Neithotep, was sie veranlasste, diese Szene als Hochzeitszeremonie zu interpretieren. – Werner Kaiser und Günter Dreyer verwiesen in diesem Zusammenhang jedoch auf den Umstand, dass es sich nicht um eine Göttin, sondern um ein Ritualbildnis handele.

### Gleichsetzung mit Aha

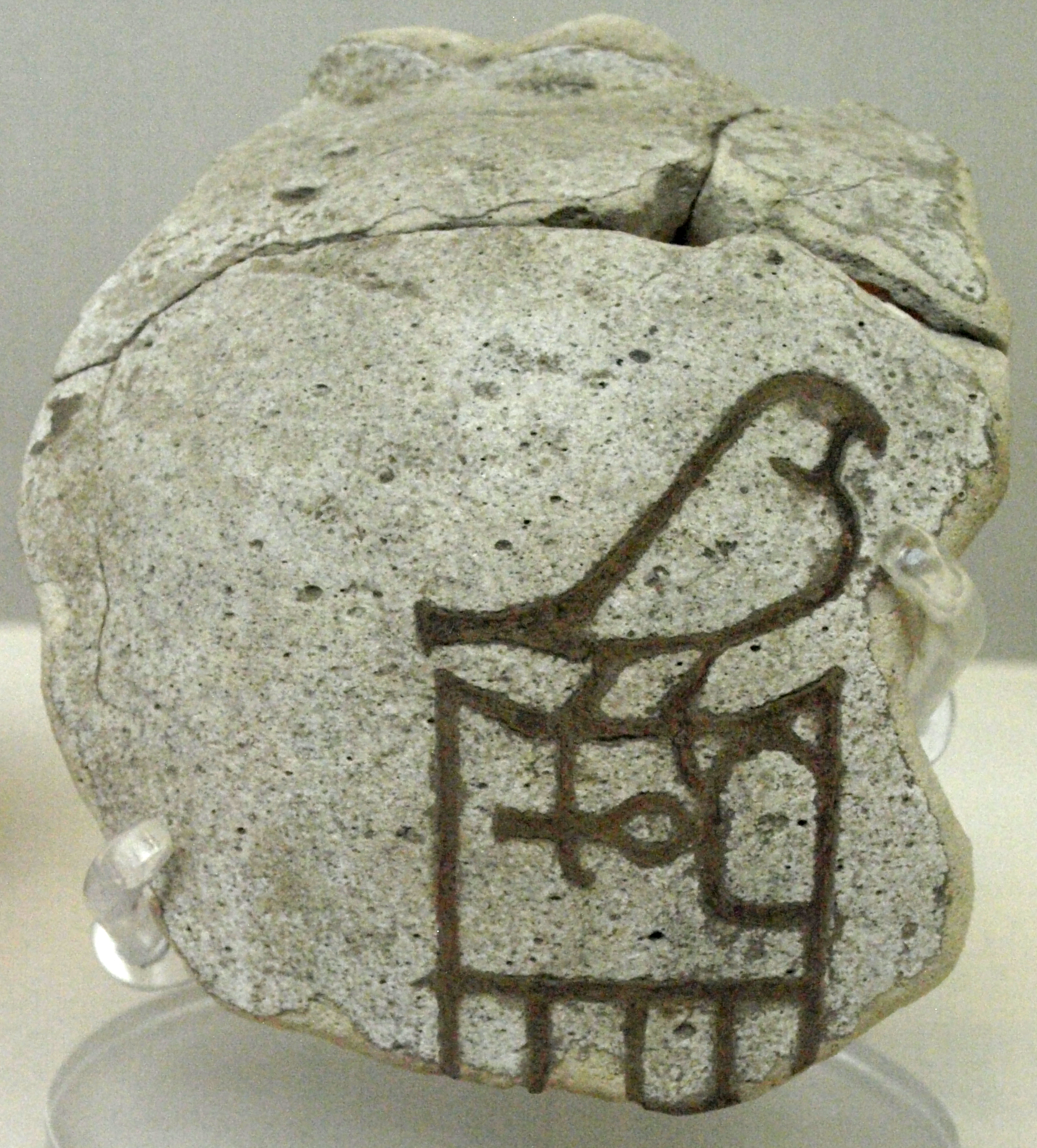
Horusname des Aha

Für diese These spricht der Kairostein, dessen Inschrift Hinweise darauf liefert, dass zwischen Aha und König Djer noch ein anderer Herrscher für sehr kurze Zeit regiert haben muss. Da König Djer auf dem Kairostein als „Iteti“ bezeichnet wird, bliebe in diesem Falle der Name „Meni“ nur für Aha übrig, da „Teti“ ein eigenständiger Herrscher zu sein scheint. — Gegen diesen Punkt spricht, dass der Kairostein hinsichtlich der Nennung von Kartuschennamen mit größter Vorsicht zu betrachten ist, denn die bloße Erwähnung von Kartuschennamen ist ein schwerwiegender Anachronismus, da zu Lebzeiten Ahas diese Titulatur unbekannt war.
| Y5 |

| Y5 |

Elfenbeintäfelchen aus Ahas Grab nennen als erste das Hieroglyphensymbol Rnpt (Renpet, „Jahr“), dargestellt durch eine kahle Palmrispe. Damit sind auf Ahas Etiketten die ersten Kalendereinträge der ägyptischen Geschichte überliefert. Das könnte ausreichend Anlass geboten haben, dass die Ägypter späterer Epochen in Aha einen „Begründer der Annalen“ und damit den Initiator für die ägyptische Geschichtsschreibung sahen. — Dagegen spricht, dass Tonsiegel aus dem Grab von Königin Meritneith, der Gemahlin von König Wadji, die Namen „Narmer“, „Aha“, „Djer“ und „Wadji“ auflisten. Die Herrscherriege beginnt also gar nicht mit Aha, dieser wurde also zu Meritneiths Zeiten nicht als erster Regent Ägyptens betrachtet. Man darf auch nicht vergessen, dass das oben erwähnte Renpet-Zeichen als Symbol für „Jahr“ erst in späterer Zeit kalendarische Bedeutung erlangte, als es um das Erfassen verwaltungstechnischer Daten zwecks Steuererhebung und Ahnenehrung ging.
In Sakkara befindet sich die Mastaba S. 3357, in der Gefäßfragmente und Elfenbeinetiketten mit dem Namen des Aha gefunden wurden. Diese Mastaba ist eine der ältesten ihrer Art und Sakkara war die königliche Nekropole von Memphis. Da hier kein Herrscher aus der Zeit vor Aha erscheint und Menes als Gründer von Memphis bezeichnet wird, scheint es nahezuliegen, dass nur Aha für die Gründung von Memphis verantwortlich sein kann und deshalb mit Menes identisch sein müsste. — Gegen diesen Punkt spricht, dass der Gründer einer Hauptstadt nicht zwangsläufig auch in der örtlichen Nekropole bestattet worden sein muss. König Chasechemui beispielsweise (2. Dynastie) regierte in Hierakonpolis und Memphis, wurde aber in Abydos bestattet.

## Trivia
Die sowohl in Fachliteratur über Hornissen und Wespen wie auch in Veröffentlichungen zum Thema Insektenstichallergien und im Internet immer wieder aufgegriffene Behauptung, Pharao Menes sei an den Folgen eines Wespenstiches verstorben, geht letztlich auf einen vorsätzlichen Scherz in einem Fachbuch zurück und entspricht nicht den Tatsachen.